# Mojeek
Mojeek és un motor de cerca amb seu al Regne Unit basat en rastrejadors que proporciona resultats de cerca independents utilitzant el seu propi índex de pàgines web, creat mitjançant l'aranya web, en lloc d'utilitzar resultats d'altres motors de cerca.

## Història
L'any 2004, Mojeek va començar com un projecte personal de Marc Smith al Sussex Innovation Center. La tecnologia de cerca es va crear des de la base utilitzant principalment el llenguatge de programació C. El 2006, Mojeek es va convertir en el primer motor de cerca a tenir una política de privadesa sense seguiment.
El 2011, es va destacar com un motor de cerca alternatiu durant un debat parlamentari sobre els motors de cerca d'internet al Regne Unit en referència a les «al·legacions de manipulació dels resultats de la cerca de Google, en particular el tractament desfavorable dels seus resultats no pagats i patrocinats, i el posicionament preferencial dels seus propis serveis».
A partir de l'any 2013, els servidors de Mojeek s'executen des dels centres de dades de Custodian a Maidstone.